# فهرست پارافیلی‌های جنسی
پارافیلی (به انگلیسی: Paraphilia) به معنی داشتن گونه‌ای کشش جنسی به اشیاء، موقعیت‌ها و افراد است. انجمن روان‌پزشکی آمریکا در دی‌اس‌ام-۵ (راهنمای تشخیصی و آماری بیماری‌های روانی) بین انحراف‌های جنسی، (که آن‌ها را با عنوان «کشش جنسی غیرعادی و مخاطره‌آمیز» نام می‌برد) و اختلال‌های مرتبط با گرایش‌های جنسی که عادی و مخاطره‌آمیز نمی‌باشند تفاوت قائل شده‌است. ( نکته: هر پارافیلی اختلال محسوب نمی شودبه عنوان مثال فتیش باسن،فتیش پا،فتیش پستان جزء کشش های جنسی عادی به حساب می آیند.)برای توصیف برخی از انحراف‌های جنسی، بیش از یک واژه وجود دارد و برخی واژگان با یکدیگر هم‌پوشانی دارند. انحراف‌هایی که در دی‌اس‌ام فهرست نشده‌اند، زیر عنوان دی‌اس‌ام ۳۰۹٫۳ " Paraphilia NOS (انحراف‌های نامشخص)" می‌آیند.
آنیل اگرال در کتاب خود به سال ۲۰۰۹، از ۵۴۷ واژه و عبارت که کشش‌های جنسی نامتعارف را توصیف می‌کنند، نام برده‌است. او هشدار می‌دهد که «لزوماً همه این انحراف‌ها در پژوهش‌های بالینی مشاهده نشده‌اند. این به این دلیل نیست که وجود ندارند؛ بلکه به قدری کم و نادر هستند که یا به چشم پژوهش‌گران نمی‌آیند یا اینکه پژوهشگران از پژوهش در رابطه با آن‌ها صرف نظر می‌کنند. همچون آلرژی، تحریک جنسی هم ممکن است بر اثر هر چیزی، مثل نور خورشید، رخ دهد.»

## پارافیلی‌های جنسی
| نام پارافیلی                          | کانون کشش جنسی آن |
| ------------------------------------- | --- |
| Abasiophilia                          | معلولین جسمی-حرکتی. |
| اکروتوموفیلیا                         | افرادی با عضو قطع شده. |
| Agalmatophilia                        | تندیس‌ها، مانکن‌ها و اشیاء بی‌حرکت. |
| درددوستی                              | درد؛ به ویژه در نواحی شهوانی. تفاوت آن با مازوخیسم در این است که در درددوستی، فرد الزاماً با درد بیولوژیکی تحریک می‌شود.                                                              |
| Andromimetophilia                     | ترامردها. |
| Anililagnia                           | سنین به خصوص؛ به‌طور مثال مردان جوانی که تنها خواهان رابطه جنسی با زنان مسن از یک کرانه سنی خاص هستند.                                                                               |
| آنتروپوفاگولاگنیا                     | تجاوز منجر به قتل و تکه‌تکه کردن بدن قربانی. |
| آپوتمنوفیلیا                          | قطع عضو شدن. در این حالت فرد به شدت به این فکر می‌کند که یکی از اعضای بدنش مثل دست یا پایش قطع شده یا فلج شود.                                                                       |
| اختناق شهوانی                         | خفه شدن یا خفه کردن. |
| Attraction to disability              | افراد با یک یا چند معلولیت. |
| Autagonistophilia                     | جلو دوربین یا روی صحنه رفتن. |
| Autassassinophilia                    | قرار گرفتن در معرض خطر مرگ. |
| Autoandrophilia                       | زنی که خود را به شکل یک مرد تصور می‌کند. |
| Autogynephilia                        | مردی که خود را به شکل یک زن تصور می‌کند. |
| Auto-haemofetishism                   | خونریزی خود فرد. (شامل نوشیدن خون خود نمی‌شود). گونه‌ای از انحراف autovampirism است.                                                                                                  |
| اتونپیوفیلیا                          | تصور خود در حالی که به یک نوزاد بدل شده باشد. |
| Autopedophilia                        | تصور خود در حالی که به یک کودک بدل شده باشد. |
| Autovampirism                         | تصور خود در حالی که به یک خون‌آشام بدل شده باشد. گاهی با نوشیدن یا دیدن خون خود همراه است.                                                                                           |
| Biastophilia                          | تجاوز جنسی کردن. |
| Capnolagnia                           | دود کردن (سیگار، قلیان، و…). |
| Chremastistophilia                    | مورد دزدی واقع شدن یا ربوده شدن. |
| Chronophilia                          | داشتن شریک‌هایی با تفاوت سنی بسیار زیاد. |
| مدفوع‌دوستی                            | مدفوع (خوردن و مالیدن بر بدن خود یا شریک جنسی). |
| Dacryphilia                           | اشک یا عمل گریستن. |
| Diaper fetishism                      | پوشک شدن یا کردن. این انحراف با انحراف اتونپیوفیلیا هم‌پوشانی دارد. |
| Dendrophilia                          | درختان. |
| استفراغ‌خواهی                          | استفراغ کردن یا مورد استفراغ دیگری واقع شدن. |
| Eproctophilia                         | باد شکم |
| قتل شهوتی                             | کشتن فردی دیگر، به ویژه اگر آن فرد غریبه باشد. (این انحراف را با نام dacnolagnomania نیز می‌شناسند).                                                                                 |
| بدن‌نمایی                              | نمایش اعضای جنسی به دیگران در حالی که انتظار یا تمایل دیدن آن را نداشته باشند. |
| Feederism                             | خوردن زیاد یا غذا دادن به دیگران. |
| Formicophilia                         | خزیدن حشرات روی بدن. |
| مبل انسانی                            | تصور انسان در قالب یک شیئی بی جان |
| تن‌مالی                                | مالیدن بدن فردی بدون رضایتش. |
| پیردوستی                              | اشخاص مسن. |
| Gynandromorphophilia/Gynemimetophilia | یک زن ترانجسیتی یا تراجنس‌گونه. |
| Hematolagnia                          | نوشیدن یا نگاه کردن به خون. |
| دگرجنس‌گرایی                           | خیال‌پردازی در رابطه با دگرجنس‌گرایی؛ به ویژه در مورد افرادی صادق است که دگرجنس‌گرا نباشند.                                                                                            |
| Homeovestism                          | پوشیدن لباس‌های مناسب با جنسیت فرد. |
| Hoplophilia                           | اسلحه گرم و تفنگ. |
| مجرم‌دوستی                             | مجرمین؛ به ویژه جرم‌های خشن. |
| میل جنسی به کودکان                    | به‌ویژه کودکان زیر ۵ سال. این عبارت به تازگی ارائه شده و بهره‌گیری از آن جا نیفتاده است.                                                                                              |
| دزدی‌دوستی                             | دزدی کردن که هم‌خانواده جنون دزدی است. |
| تحریک دهانی نوک پستان                 | شیر مادر. |
| Liquidophilia                         | فروبردن اندام‌های جنسی در مایعات. |
| macrophilia                           | تمایل جنسی به افراد تنومند و قدرتمندتر از خود. |
| Maschalagnia                          | زیر بغل. |
| Mazophilia                            | یک کشش به‌شدت غیرعادی به سینه زنان. |
| Masochism                             | رنج دیدن، تحقیر شدن، کتک خوردن، بسته شدن یا به هر صورتی مورد سوء استفاده واقع شدن.                                                                                                  |
| Mechanophilia                         | خودرو یا دیگر ماشین‌ها. نام دیگر این انحراف "mechaphilia" است. |
| Melolagnia                            | موسیقی. |
| Menophilia                            | قاعدگی. |
| Metrophilia                           | ادبیات. |
| Microphilia                           | تمایل به موجودات بسیار ریز همچون حشرات یا چیزهای شبیه آن. |
| Morphophilia                          | بدن‌های با شکل‌ها یا اندازه‌های به‌خصوص. |
| Mucophilia                            | مخاط. |
| Mysophilia                            | کثافات و هرچه فاسدشدنی باشد. |
| Narratophilia                         | عبارات یا واژه‌های قبیح. |
| Nasophilia                            | بینی انسان. |
| مرده‌خواهی                             | جنازه. |
| Objectophilia                         | اشیاع بی‌جان به‌خصوص. |
| Oculolinctus                          | لیسیدن چشم و حفره آن. |
| Oculophilia                           | چشم و هرآنچه با آن درگیر باشد. تماشاگری جنسی در این طبقه‌بندی قرار نمی‌گیرد. |
| اتونپیوفیلیا                          | لباس پوشیدن همچون نوزدان و خواستار رفتار شدن همچون نوزادان. نام دیگر این انحراف autonepiophilia یا «نشانگان بزرگ‌سال نوزاد» است. این انحراف با diaper fetishism هم‌پوشانی زیادی دارد. |
| پارتیالیسم                            | اعضای به‌خصوص بدن به غیر از اندام‌های جنسی. |
| میل جنسی به کودکان                    | به‌ویژه کودکانی که به بلوغ نرسیده‌اند. این انحراف عموماً با هیبفلیا، جوان خواهی و شاهدبازی اشتباه گرفته می‌شود.                                                                         |
| Pedovestism                           | لباس پوشیدن همچون یک کودک. |
| فتیش پا(footfetish)                   | پاها.(لیسیدن و بو کردن پاها شامل کف پا و انگشتان پا) در حالت کلی طبیعی است و تنها در صورتی اختلال است که فرد فقط و فقط به همان شکل ارضا شود.                                        |
| اعتیاد به پورنوگرافی                  | پورنوگرافی یا هنرهای محرک؛ به‌ویژه عکس‌ها یا تصاویر محرک. |
| Piquerism                             | سوراخ‌کاری بدن دیگران؛ به‌ویژه با چاقو یا بریدن با اشیاع تیز دیگر. |
| Plushophilia                          | حیواناتی که داخل بدن آن‌ها آکنده‌سازی شده باشد؛ مثلاً حیوانات واقعی آکنده‌سازی‌شده یا حیوانات عروسکی. (Plushies را نیز بنگرید).                                                          |
| همنوع‌خواری جنسی                       | کشتن قربانی و خوردن خون و بخشی از بدن آن. |
| Pyrophilia                            | آتش. |
| Raptophilia                           | تجاوز کردن در صورتی که هر دو طرف به گونه‌ای راضی باشند. rape fantasy را بنگرید. |
| سادیسم                                | دردآوردن دیگران. |
| Salirophilia                          | خاکی یا کثیف کردن دیگران. |
| Schediaphilia                         | شخصیت‌های کارتونی. |
| یادگارپرستی                           | اشیاع بی‌جان. |
| بیهوش‌دوستی                            | افراد بیهوش یا خواب. |
| Sophophilia                           | یادگیری. |
| Sthenolagnia                          | ماهیچه‌ها و نمایش قدرت. |
| Stigmatophilia                        | سوراخ‌کاری بدن و خالکوبی. |
| Symphorophilia                        | تماشا یا به نمایش گذاشتن فجایعی همچون تصادفات خودرو. |
| Telephone scatologia                  | تماس‌های تلفنی قبیحانه؛ به‌ویژه با اشخاص غریبه. نام‌های دیگر این انحرافtelephonicophilia و scatophilia هستند.                                                                          |
| Teratophilia                          | افراد با بدن‌های تنومند و بزرگ جثه یا دفورمه شده. |
| Toxophilia                            | کمانگیری. |
| Transvestic fetishism                 | پوشیدن لباس‌های مناسب برای جنس مخالف. نام دیگر این انحراف transvestism است. |
| Transvestophilia                      | یک شریک جنسی دگرجنس‌پوش. |
| فتیشیسم مو                            | مو. |
| Troilism                              | دیوثی‌گری؛ دیدن اینکه شریک جنسی خود با فرد سومی هم‌خوابه شود که عموماً نیز با عدم آگاهی فرد سوم همراه است.                                                                             |
| ادراردوستی                            | ادرار کردن؛ به‌ویژه در ملاء عام، روی دیگران یا مورد ادرار واقع شدن. اصطلاح دیگری به نام "water sports" (ورزش‌های آبی) نیز برای این انحراف به کار می‌رود.                               |
| Vampirism                             | خون‌خواری و تمایل به نوشیدن خون. |
| تماشاگری جنسی                         | دیدن زدن بدن لخت دیگران یا درحالی که دارند سکس می‌کنند که عموماً بدون آگاهی آنان صورت گیرد. نام‌های دیگری چون scopophilia یا scoptophilia نیز برای این انحراف به کار می‌رود.            |
| حیوان‌خواهی                            | حیوانات. |
| Wet and messy fetishism               | کثیف‌کاری‌هایی نظیر دیدن عمل مالیدن کیک یا خامه روی صورت خود یا دیگران یا انجام آن توسط خود شخص، ریختن روغن یا مایعات مشابه روی خود یا دیگران یا گِل مالیدن به خود یا دیگران.          |
| زوسادیسم                              | دردآوردن حیوانات و آزار آن‌ها. |